# Che-pej Chua-sia Fortune
Che-pej Chua-sia Fortune (čínsky pchin-jinem Héběi Huáxià Xìngfú, znaky zjednodušené 河北华夏幸福) byl čínský profesionální fotbalový klub, který sídlil ve městě Čchin-chuang-tao v provincii Che-pej. Založen byl v roce 2010 pod názvem Che-pej I-lin-šan-čuang. Název Che-pej Chua-sia Fortune nesl od roku 2015. Klubové barvy byly červená a bílá. Od sezóny 2016 působil v čínské nejvyšší fotbalové soutěži.
Své domácí zápasy odehrával na Čchin-chuang-taoském olympijském sportovním centru s kapacitou 33 572 diváků.
Plný název klubu byl Fotbalový klub Che-pej Chua-sia Fortune (čínsky v českém přepisu Che-pej Chua-sia Fortune cu-čchiou ťü-le-pu, pchin-jinem Héběi Huáxià Xìngfú zúqiú jùlèbù, znaky zjednodušené 河北华夏幸福足球俱乐部, tradiční 河北華夏幸福足球俱樂部)
Zanikl 29. března 2023, čímž se přidal k dalším týmům v Čínské superlize, které nebyly schopné fungování kvůli finančním důvodům a všeobecnému úpadku této ligy.[zdroj?]

## Historické názvy
- 2010 – Che-pej I-lin-šan-čuang (Che-nan I-lin-šan-čuang cu-čchiou ťü-le-pu)
- 2012 – Che-pej Čung-ťi (Che-pej Čung-ťi cu-čchiou ťü-le-pu)
- 2015 – Che-pej Chua-sia Fortune (Che-pej Chua-sia Fortune cu-čchiou ťü-le-pu)

## Známí hráči
- Miroslav Radović (2015)
- Ersan Gülüm (2016–)
- Gervinho (2016–)
- Ezequiel Lavezzi (2016–)
- Stéphane Mbia (2016–)
- Gaël Kakuta (2016–)
- Hernanes (2017–)
- Javier Mascherano (2018–)

## Umístění v jednotlivých sezonách
Stručný přehled
Zdroj:
- 2011–2013: China League Two North
- 2014–2015: China League One
- 2016– : Chinese Super League

Jednotlivé ročníky
Zdroj:
Legenda: Z - zápasy, V - výhry, R - remízy, P - porážky, VG - vstřelené góly, OG - obdržené góly, +/- - rozdíl skóre, B - body, červené podbarvení - sestup, zelené podbarvení - postup, fialové podbarvení - reorganizace, změna skupiny či soutěže
| Čínská lidová republika (2011 –) |                        |        |    |    |    |    |    |    |     |    |        |
| Sezóny                           | Liga                   | Úroveň | Z  | V  | R  | P  | VG | OG | +/- | B  | Pozice |
| 2011                             | China League Two North | 3      | 14 | 4  | 4  | 6  | 14 | 16 | -2  | 16 | 5.     |
| 2012                             | China League Two North | 3      | 26 | 18 | 7  | 1  | 50 | 11 | +39 | 59 | 6.     |
| 2013                             | China League Two North | 3      | 19 | 11 | 4  | 4  | 40 | 13 | +27 | 27 | 2.     |
| 2014                             | China League One       | 2      | 30 | 6  | 11 | 13 | 31 | 54 | -23 | 29 | 14.    |
| 2015                             | China League One       | 2      | 30 | 18 | 6  | 6  | 53 | 30 | +23 | 60 | 2.     |
| 2016                             | Chinese Super League   | 1      | 30 | 11 | 7  | 12 | 34 | 38 | -4  | 40 | 7.     |
| 2017                             | Chinese Super League   | 1      | 30 |    |    |    |    |    |     |    |        |